# Савин, Виктор Алексеевич
Савин Виктор Алексеевич (коми Нёбдінса Виттор; 10 (22) ноября 1888 — 11 августа 1943) — коми советский поэт, драматург, актёр. Один из зачинателей коми советской литературы и театрального искусства. Автор стихов и поэм, прославляющих партию и революцию, лирических песен в народном стиле, сатирических фельетонов, басен. Основатель коми национального театра.

## Биография
Родился в селе Нёбдино (деревня Трош) Усть-Сысольского уезда Вологодской губернии (ныне Корткеросского района Республики Коми) в бедной крестьянской семье. Был старшим из детей — после него родилось ещё семеро братьев и сестёр.
В 1895—1899 годах учился в Нёбдинском земском начальном училище.
В 1901—1904 годах учился в Деревянской школе 2-й ступени.
Работал писарем, дровосеком, письмоводителем, с 1910 года семь лет прослужил конторщиком на рудниках Криворожья.
Член РКП(б) с 1918 года.
В 1921 году организовал первую национальную группу «Сыкомтевчук» (сокращение от коми Сыктывса коми театрын ворсысь чукöр).
В июне 1929 г. Савин участвовал в работе Первого Всероссийского съезда крестьянских писателей, встречался с Горьким.
В 1930 году создал КИППТ — Коми инструктивный передвижной показательный театр, на основе которого в 1936 году был открыт Коми национальный театр. Савин был одним из руководителей первой профессиональной организации коми писателей Коми ассоциаций пролетарских писателей (КАПП, 1926).
В 1937 году, во время сталинских репрессий, В. Савин был арестован и осуждён. Умер в заключении 11 августа 1943 года в лагпункте Прикулька около станции Итатка Томской железной дороги. Точное место захоронения неизвестно.
Реабилитирован посмертно постановлением Президиума Верховного суда Коми АССР от 4 ноября 1955 года.

## Память
- Именем назван Государственный академический театр драмы имени Виктора Савина в городе Сыктывкаре.
- В Сыктывкаре на одном из домов на улице Савина установлена памятная доска.
- Памятник в Сыктывкаре[6].
- Памятник в Нёбдино около музея Савина. Так же установлен памятный знак на месте родительского дома Савина, памятный камень на месте захоронения земли с места его гибели.
- Памятник в селе Итатка Томского района Томской области[7].